# Automate

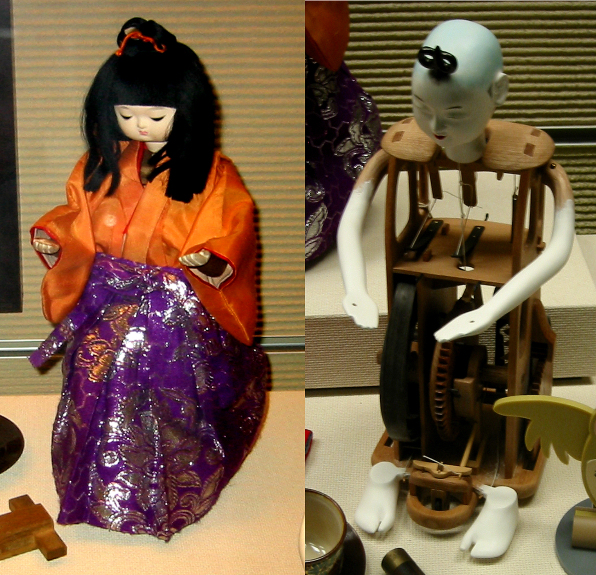
Karakuri serveur de thé, avec mécanisme, XIXe siècle. musée national de la nature et des sciences de Tokyo.

Un automate est un dispositif reproduisant en autonomie une séquence d'actions prédéterminées sans intervention humaine, le système faisant toujours la même chose.
L'automate est un objet programmé.

## Histoire
En Égypte antique, des statues étaient parfois animées lors de cérémonies religieuses. Notamment, la statue du dieu Amon levait le bras pour désigner le nouveau pharaon parmi les prétendants qui défilaient devant lui, puis elle « prononçait » un discours de consécration. Cela nécessitait toutefois l'intervention d'un prêtre actionnant un mécanisme et déclarant les paroles sacrées derrière la statue. Les Égyptiens en étaient probablement conscients, mais cela ne semblait pas être pour eux contradictoire avec l’incarnation de la divinité. Vers la même époque, Homère, dans L'Iliade (XVIII, 370–421), décrit les automates réalisés par le dieu forgeron Héphaïstos : des trépieds munis de roues en or, capables de porter des objets jusqu’à l’Olympe et de revenir seuls dans la demeure du dieu ; ou encore, deux servantes forgées en or qui l’assistent dans sa tâche. De même, le Géant de bronze Talos, gardien des rivages de la Crète, était parfois considéré comme une œuvre du dieu.
Vitruve, architecte romain, décrit l’existence entre le IIIe et le Ier siècle avant notre ère, d’une école d’ingénieurs fondée par Ctesibius à Alexandrie, et concevant des mécanismes destinés à l’amusement tels des corbeaux qui chantaient. Héron L'Ancien décrit dans son traité « Automates », un carrousel animé grâce à la vapeur et considéré comme anticipant les machines à vapeur. Les automates disparaissent ensuite jusqu’à la fin du Moyen Âge. On a prêté à Roger Bacon la conception d'automates capables de parler, mais ce n'était probablement en fait que des mécanismes simulant la prononciation de certains mots simples.
Léonard de Vinci a construit en 1515 un automate en forme de lion pour amuser le roi, François Ier (roi de France). Gio Battista Aleotti et Salomon de Caus, eux, ont construit des oiseaux artificiels et chantants, des flûtistes mécaniques, des nymphes, des dragons et des satyres animés pour égayer des fêtes aristocratiques, des jardins et des grottes. René Descartes, lui, aurait conçu en 1649 un automate qu’il appelait « ma fille Francine ». Il conduit par ailleurs une réflexion d’un modernisme étonnant sur les différences entre la nature des automates, et celles d’une part des animaux (pas de différence) et d’autre part celle des hommes (pas d’assimilation). Ces analyses en font le précurseur méconnu d’un des principaux thèmes de la science-fiction : l'indistinction entre le vivant et l’artificiel, entre les hommes et les robots, les androïdes ou les intelligences artificielles.

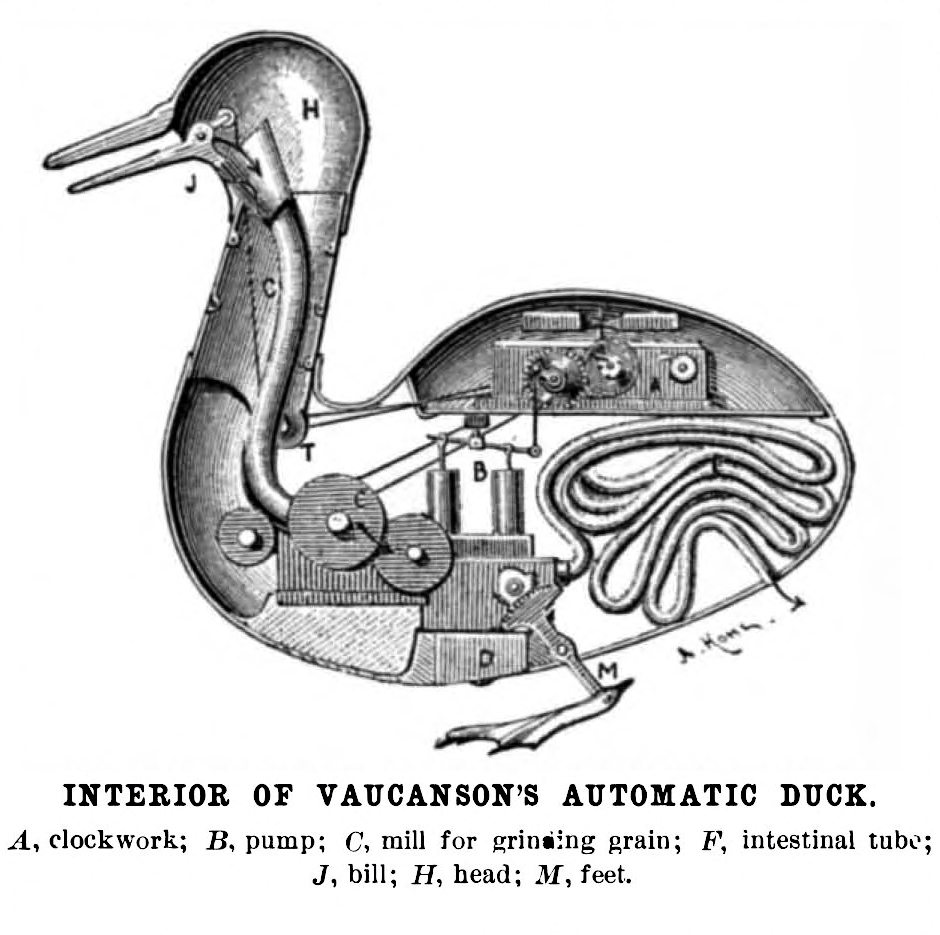
Le canard digérant de Vaucanson (1738).

Jacques de Vaucanson a construit en 1738 un « canard artificiel de cuivre doré, qui boit, mange, cancane, barbote et digère comme un vrai canard ». Il était possible de programmer les mouvements de cet automate, grâce à des pignons placés sur un cylindre gravé, qui contrôlaient des baguettes traversant les pattes du canard. L’automate a été exposé pendant plusieurs années en France, en Italie et en Angleterre, et la transparence de l’abdomen permettait d’observer le mécanisme interne. Le dispositif permettant de simuler la digestion et d’expulser une sorte de bouillie verte fait l’objet d’une controverse. Certains commentateurs estiment que cette bouillie verte n’était pas fabriquée à partir des aliments ingérés, mais préparée à l’avance. D’autres estiment que cet avis n’est fondé que sur des imitations du canard de Vaucanson. L’incendie du musée de Nijni Novgorod en Russie, vers 1879, a détruit cet automate.
Les artisans Pierre et Louis Jaquet-Droz fabriquèrent parmi les meilleurs automates fondés sur un système purement mécanique, avant le développement des dispositifs électromécaniques. Certains de ces automates, par un système de cames multiples, étaient capables d'écrire un petit billet (toujours le même). Enfin, Les Contes d'Hoffmann (et ballet) L'Homme au sable décrit une poupée mécanique dont s'éprend le héros.

## Automatisme

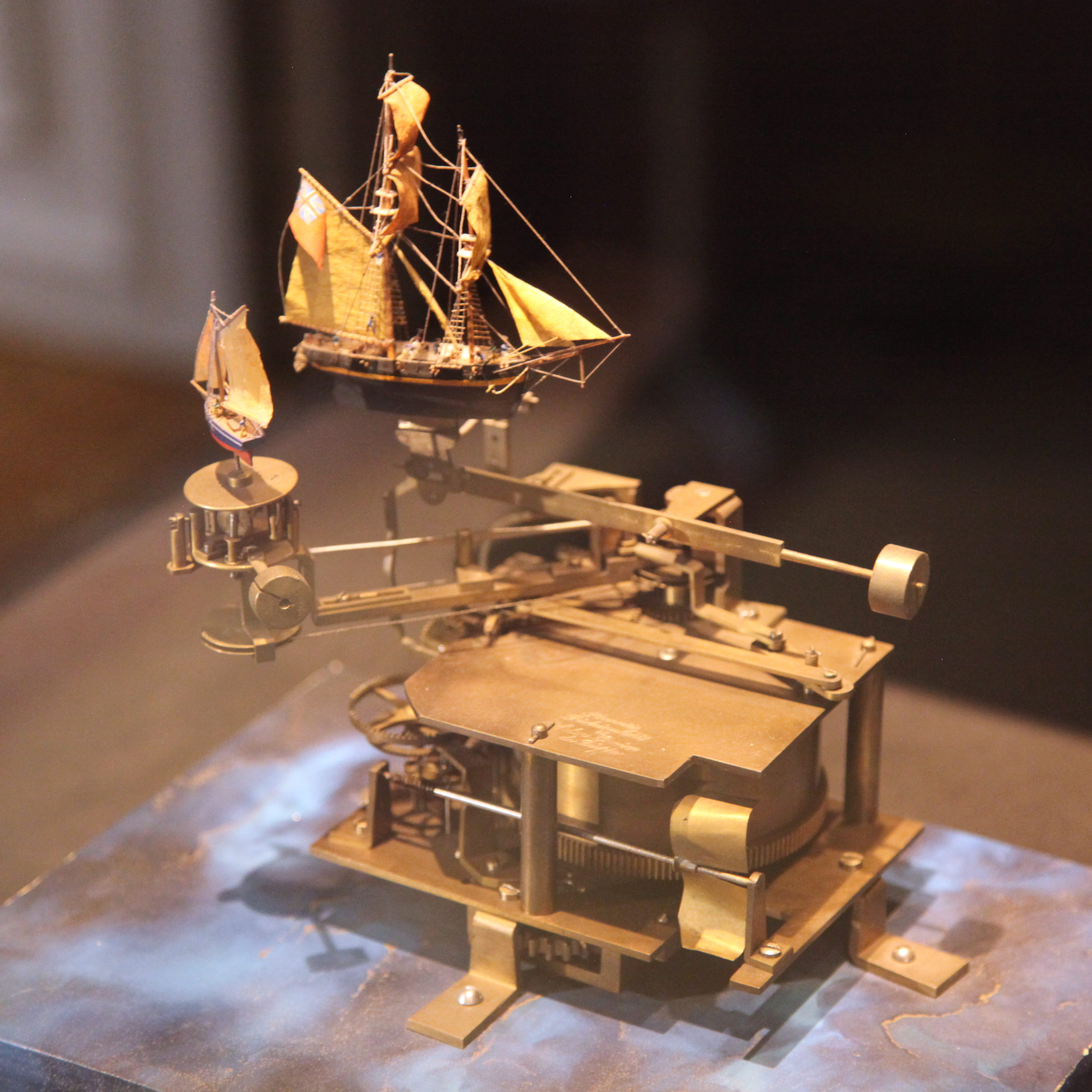
automate d'un bateau lors d'une exposition au CNAM

En automatisme le terme est réservé aux dispositifs électromécaniques pilotant le système. Il commande le registre des sorties (commande des actionneurs) en fonction du registre des entrées (états des signaux envoyés par les capteurs) et de l'étape du programme en cours.

## Mécanique
Dans le domaine de la mécanique, on nomme automate un appareil qui exécute une séquence déterminée d'opérations de manière séquentielle en utilisant des technologies uniquement mécaniques. Autrefois, le métier d'automatier consistait en la conception et fabrication d'automates, et il s'est beaucoup développé avec l'avancement de l'horlogerie.
La programmation est réalisée par des dispositifs variés : rubans perforés, cartes perforées, rouleaux à picots, arbres à cames , etc. La lecture et la transmission des informations sont assurées par des systèmes mécaniques et physiques dont certains sont connus depuis l'Antiquité : leviers, poulies, courroies, engrenages, compression/dilatation de gaz, mécanique de fluide.
Ce terme désigne également une machine qui reproduit le mouvement et les attitudes d'un être vivant (voir Vaucanson, Jacquet-Droz).

## Informatique
Dans le domaine de l'informatique, on nomme automate une machine à traiter de l'information. Par opposition à la notion de fonction continue, cette information est de nature discrète : nombres entiers, par exemple 0 ou 1, caractères « a, b, c… » Un automate est caractérisé par :
- un ensemble de variables discrètes d'entrée, de sortie et d'états internes ;
- deux fonctions discrètes : l'une déterminant les sorties en fonction des entrées et de l'état interne au temps précédent, l'autre le nouvel état interne en fonction des entrées et de l'état interne au temps précédent. Ces fonctions sont appliquées à des intervalles de temps fixes: le temps est donc lui aussi discrétisé.

Exemples :
- les diverses composantes de l'unité centrale d'un ordinateur, par exemple de l'unité arithmétique et logique, sont des automates ;

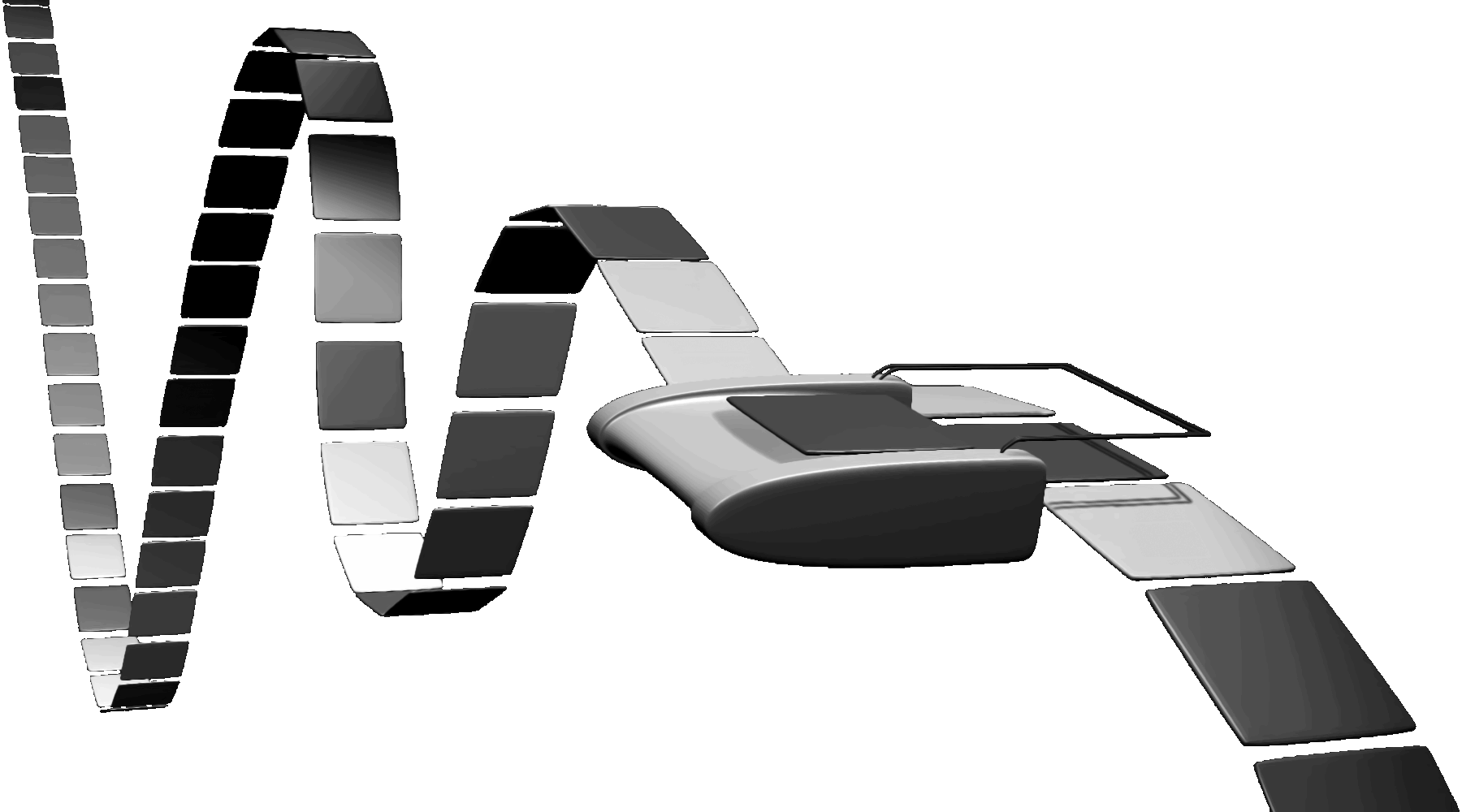
Vue d’artiste d’une machine de Turing : un ruban infini muni d'une tête de lecture/écriture. La machine dispose également d'une table de transition, non représentée sur l'image.

- la machine de Turing est un automate, elle fait partie des automates accepteurs de chaînes de caractères. Ceux-ci peuvent se classer en différents modèles formels, induits par la hiérarchie de Chomsky, comme automate fini, automate à pile, automate linéairement borné, machine de Turing.

Les champs d'application de la notion d'automate sont immenses : mathématiques discrètes, informatique théorique aussi bien théorie de la compilation qu'informatique parallèle, systèmes complexes (automates cellulaires et théorie de l'auto-organisation et de l'émergence), etc.
La notion d'automate a émergé des besoins de programmation relatifs à l'analyse syntaxique : elle permettait de remplacer par des données — faciles à modifier — et un programme de cheminement unique ce qui aurait demandé un programme bien plus complexe et surtout bien plus délicat à maintenir par la suite (ce principe a été ensuite celui des systèmes experts). La métalangue de Backus rend plus rigoureuse l'expression d'automates, et facilite leur élaboration par des programmes comme Lex et Yacc.
Elle a donné lieu aussi à plusieurs travaux théoriques qui n'ont pas toujours eu de retombée pratique évidente (nécessitant l'hypothèse d'une mémoire infinie, par exemple).

## Automates cellulaires
Les automates cellulaires forment un sous-ensemble des automates finis, qui ont été très étudiés en mathématiques et en informatique théorique comme modèles d'évolution des systèmes dynamiques et comme modèle de calcul. Ce sont des grilles de cellules à 1 ou 2 dimensions (parfois plus) ; chaque cellule est caractérisée par un état, généralement binaire : 0/1, blanc/noir, occupé/non-occupé…. Les grilles évoluent par étape de temps : l'état de chaque cellule est calculé au temps (t+1) en fonction d'une règle de voisinage : son état et de celui de ses voisines à l'étape (t).
Les automates cellulaires -malgré la simplicité de leurs règles de calcul- ont un comportement universel : selon les règles de voisinage, ils évoluent vers les différentes classes d'attracteurs de la dynamique des systèmes, et notamment les attracteurs étranges, signatures des systèmes chaotiques. Ce sont donc des outils théoriques de la science de la complexité ; certains ont les propriétés de la machine de Turing universelle; d'autres la capacité d'autoréplication.

## Automates mécaniques
- Voir aussi : Automates Jaquet-Droz

### Source d'énergie
- Ressort moteur
- Force humaine
- Machine à vapeur
- Moteur électrique

### Transmission
- énergie mécanique
- pneumatique

## Automates électro-mécaniques
- Principalement mus par une source d'énergie électrique.
- Composants électrotechniques et électromécaniques.

## Automates d'art et de divertissement

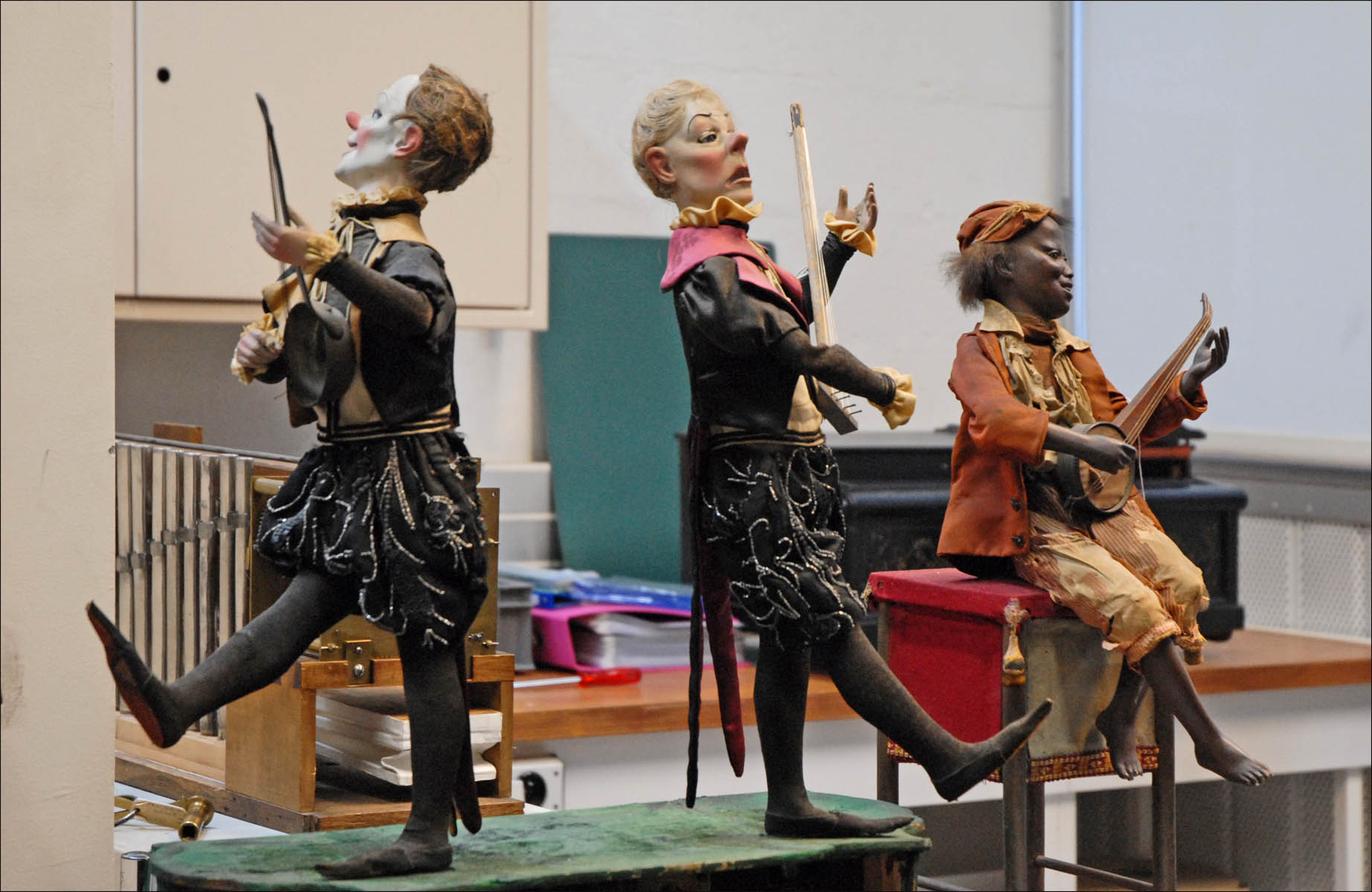
Automates d'art "Clowns musiciens", et "joueur de banjo" de Roullet-Descamps (1870), en restauration dans l'atelier des réserves du musée des arts et métiers à Saint-Denis.

### Transmission
- énergie mécanique
- pneumatique
- Servo-commandes électriques

## Automates électroniques

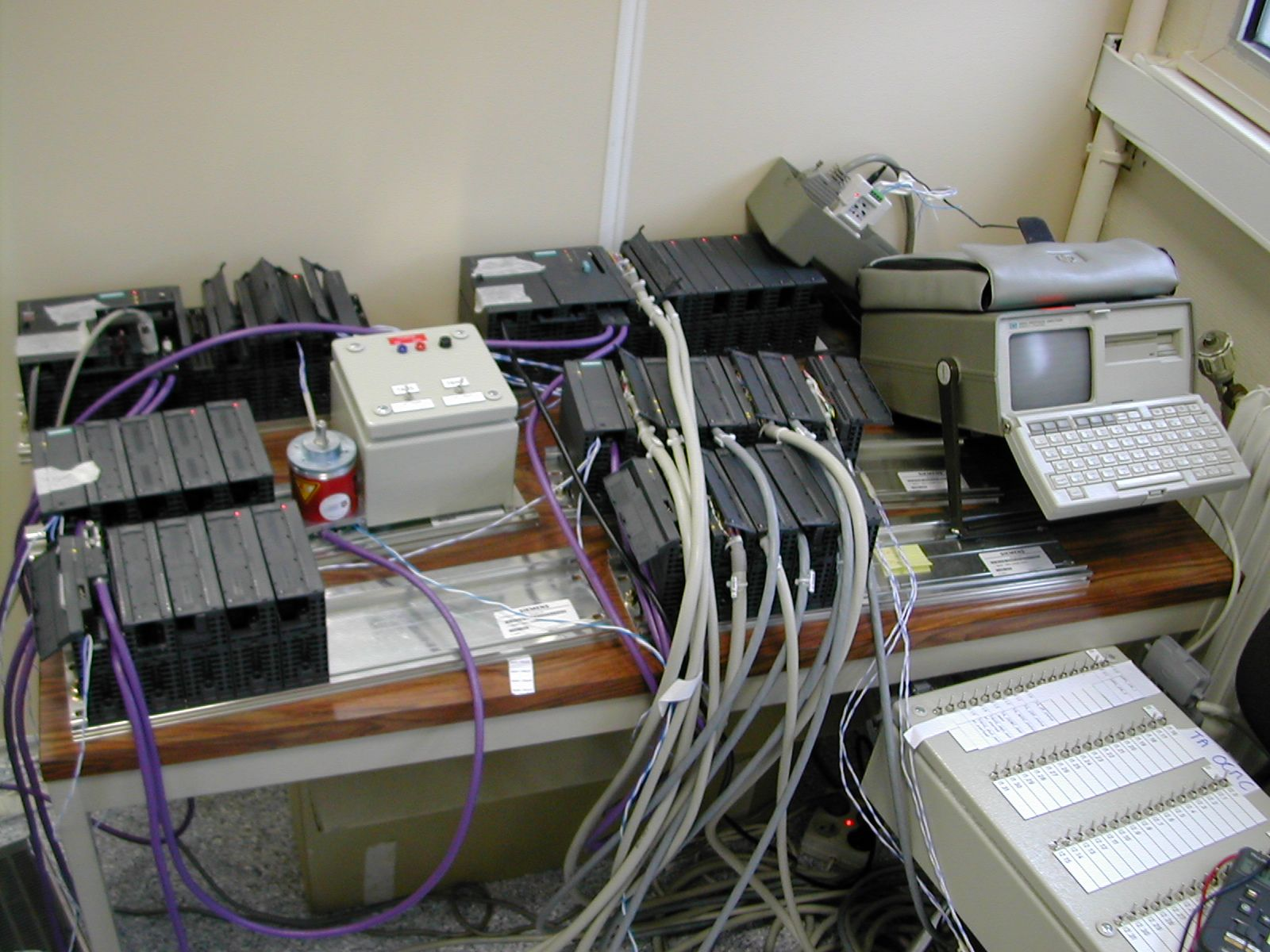
Deux automates programmables Industriels et leurs périphériques

- Allen-Bradley
- Crouzet
- Vipa Automation
- Siemens
- Schneider Electric
- OMRON
- Pro Face
- Télémécanique
- WAGO
- PdiCS
- SAIA-Burgess

## Autres utilisations du mot
Dans le langage courant, on qualifie familièrement automate une personne qui agit mécaniquement, soit d'une manière inconsciente (somnambule), soit sous l'impulsion d'une volonté extérieure. Une chanson de la comédie musicale cyberpunk de Michel Berger se dénomme la « serveuse automate ».
Le terme peut aussi désigner un robot.

## Musées

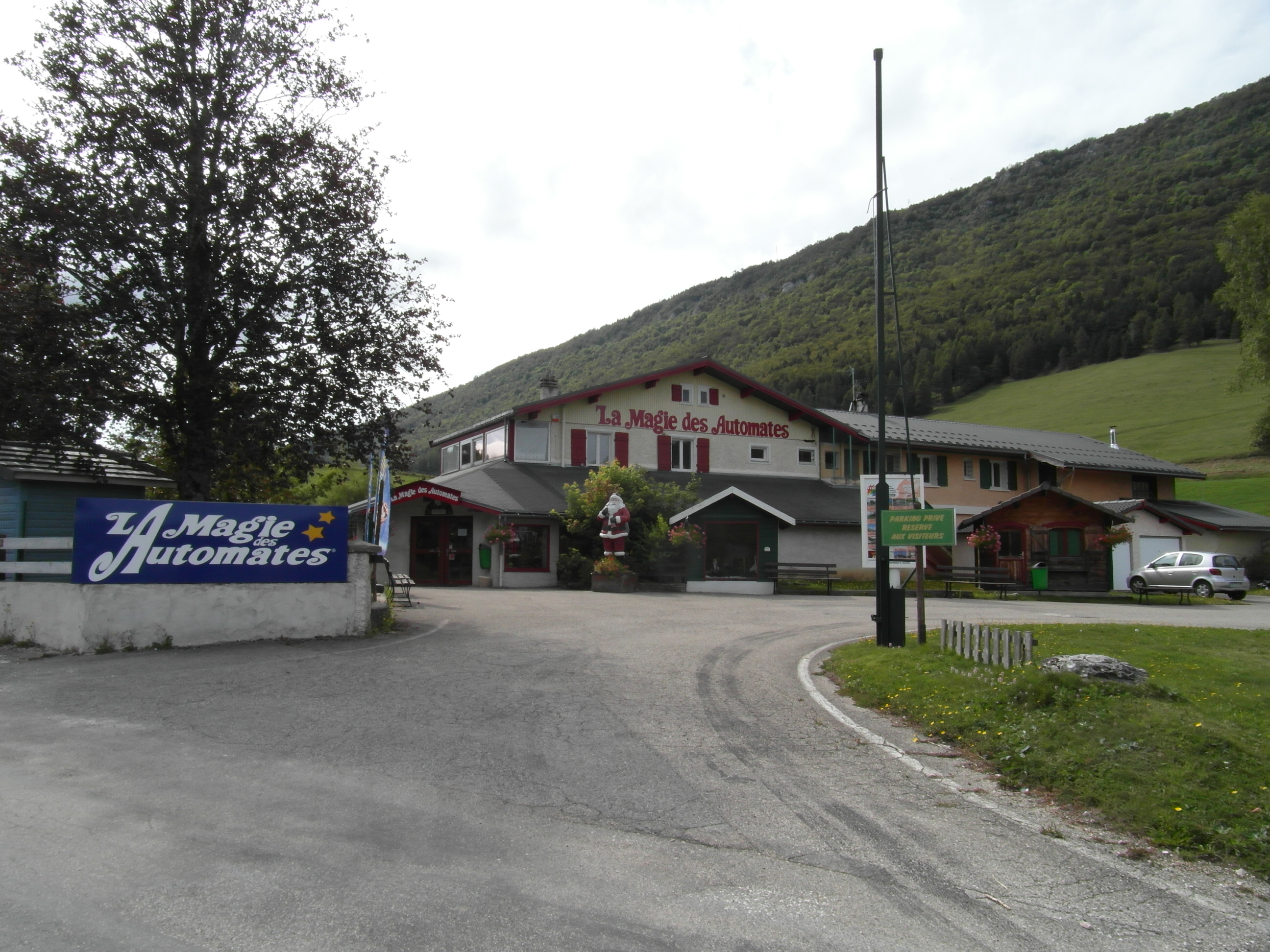
Bâtiment de la Magie des automates à Lans-en-Vercors

- Musée des Automates de Falaise, anciennement Automates Avenue, à Falaise, Normandie, France
- Musée La Magie des Automates à Lans-en-Vercors, France
- Musée de l'automate de Souillac à Souillac, Lot, France
- Musée des automates de La Rochelle La Rochelle, Charente-Maritime, France
- Musée des Passions et des Ailes Baden, (France)
- Le Moulin des Automates, (France)
- Musée de l'automate à L'Auberson, (Suisse)
- Musée d'art et d'histoire & Automates Jaquet-Droz, (Suisse)
- Musée CIMA à Sainte-Croix (Vaud), (Suisse, automate et boîte à musique)
- Museum Van Speelklok tot Pierement (Pays-Bas)

### Documentaires vidéo
"Je ne suis pas (qu')un robot", tourné en 2014-2015 à Ste-Croix (Suisse) dans l'atelier de François Junod.

### Galerie photo

Quelques photos de différents types d'automates
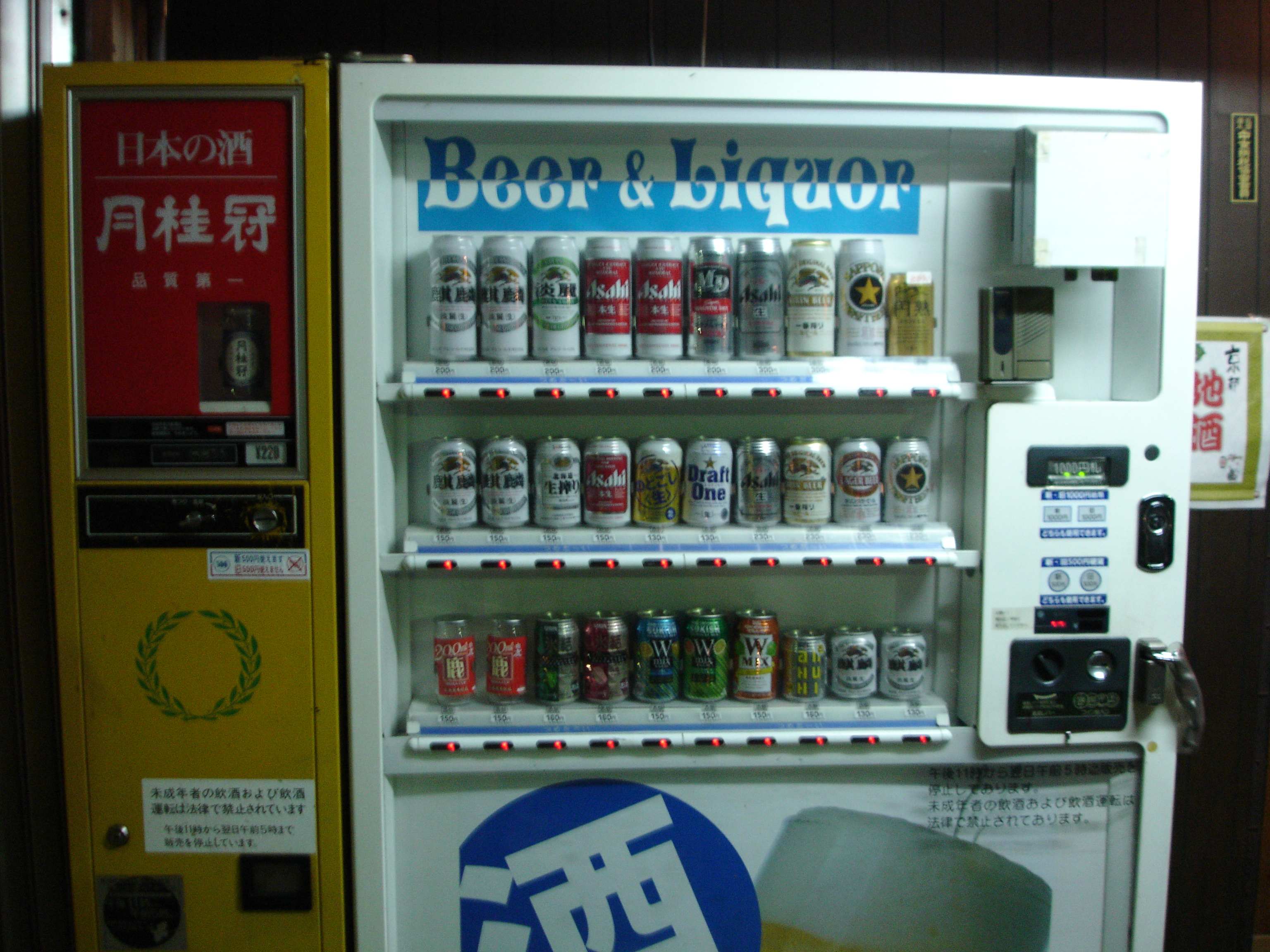
Distributeur automatique de boissons
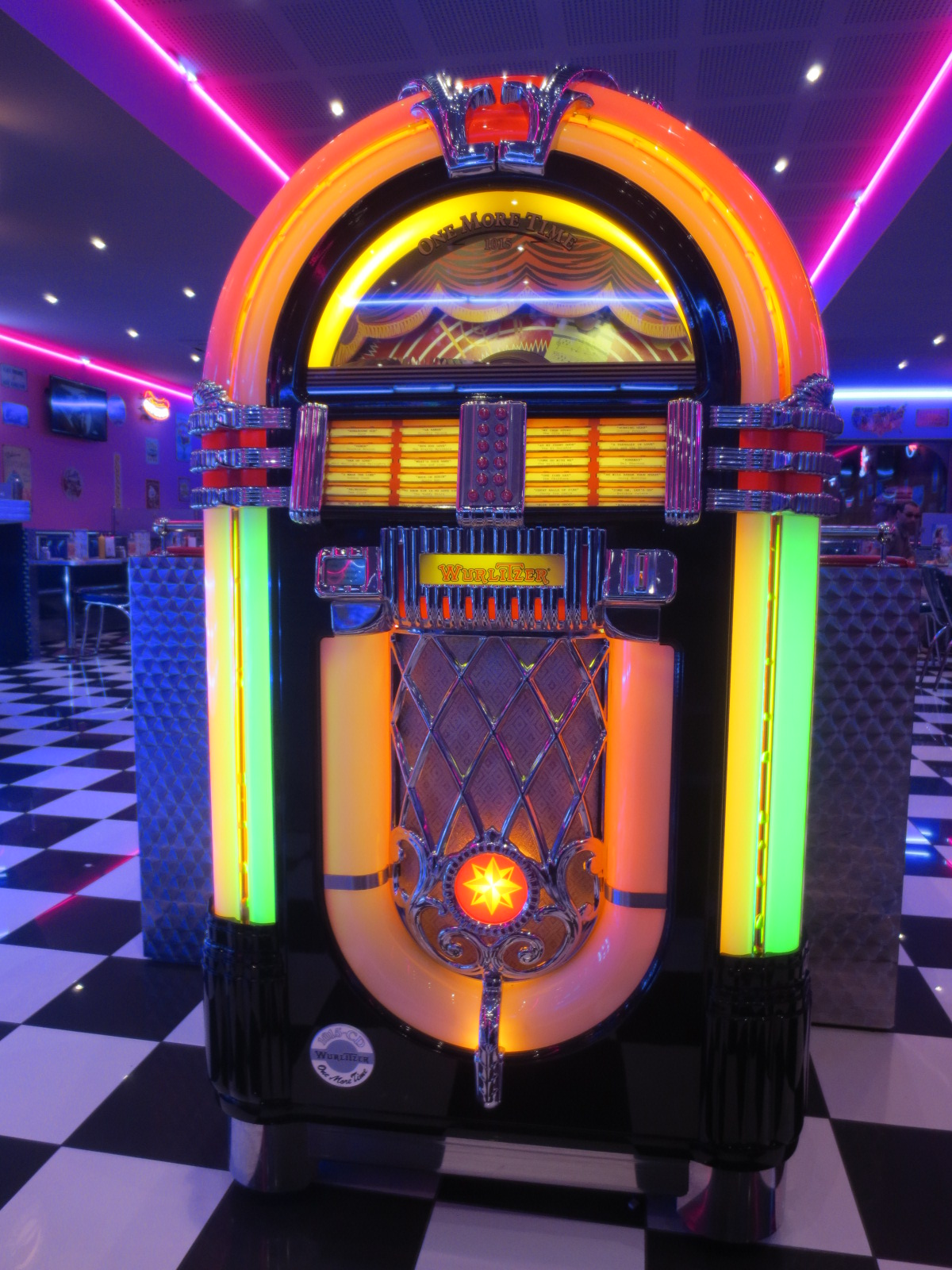
Juke Box américain
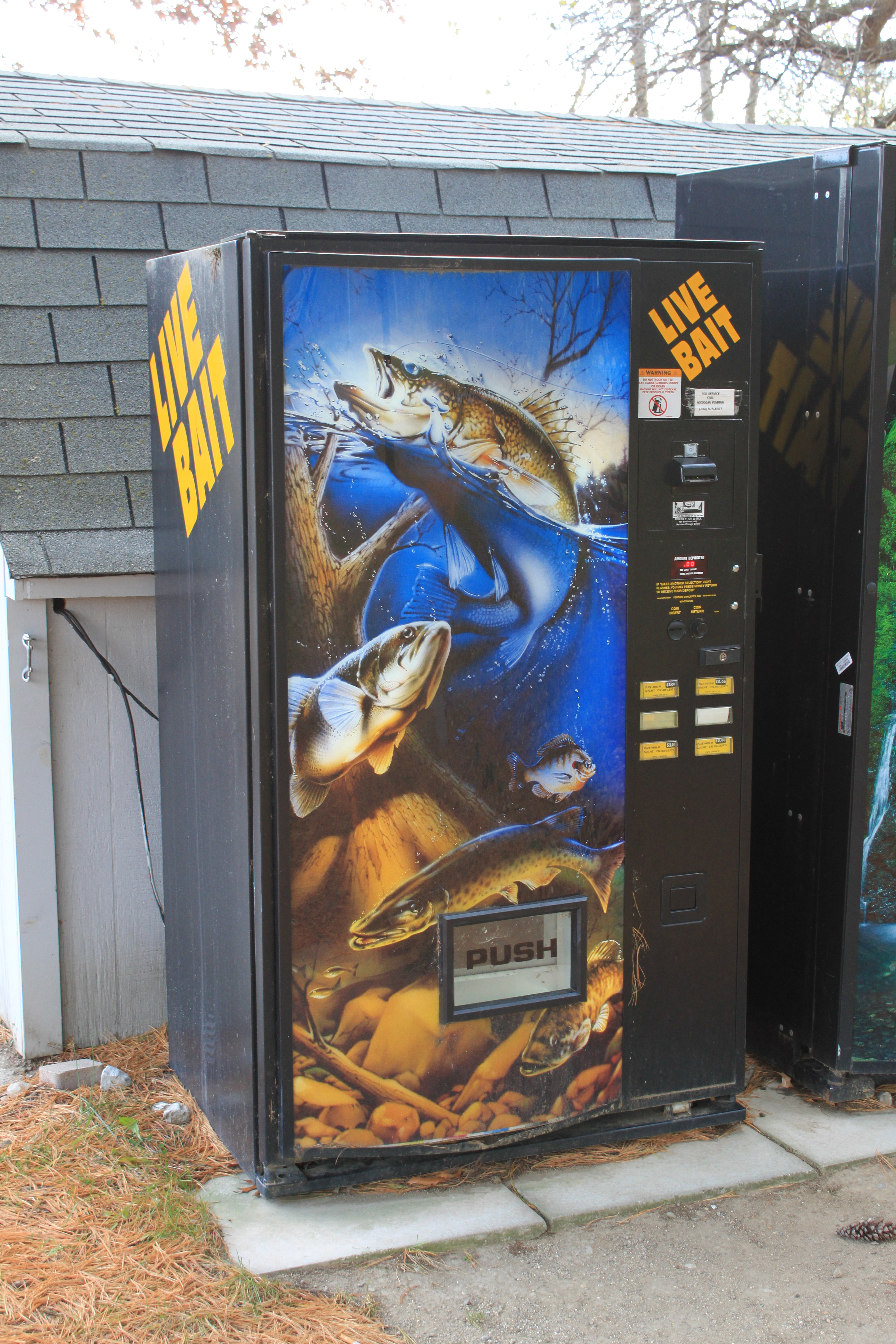
Distributeur d'appâts pour la pêche
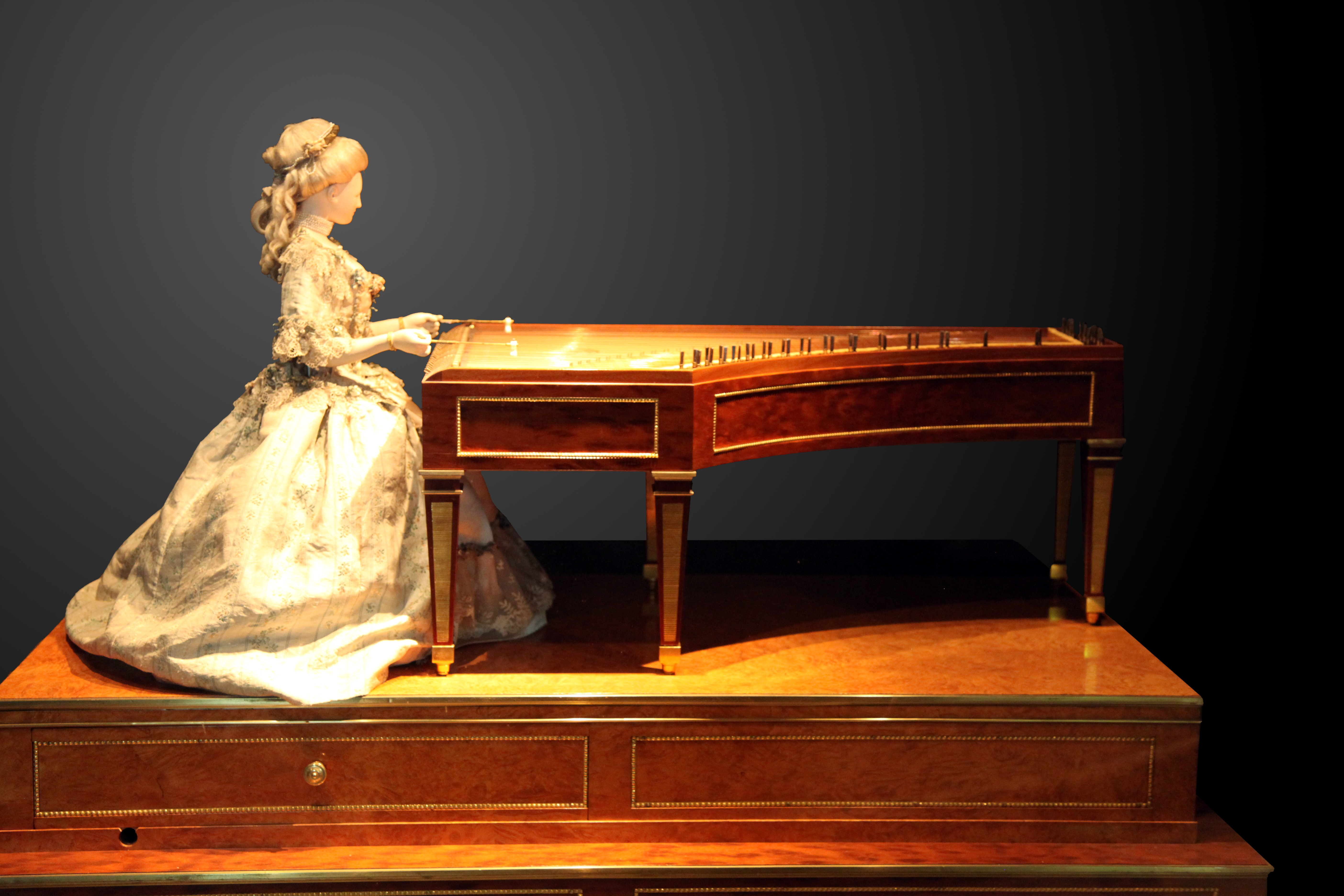
La Joueuse de tympanon en France
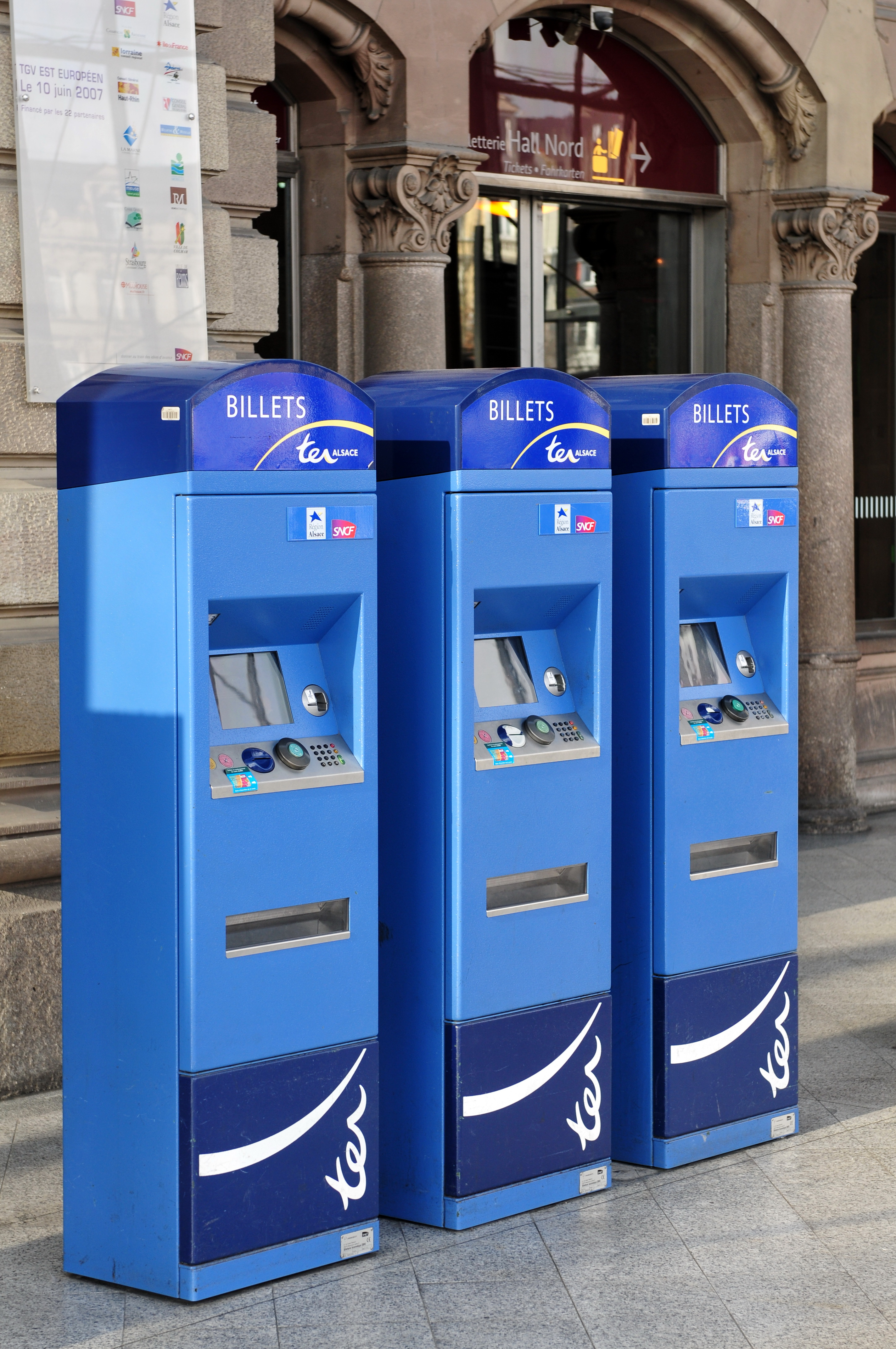
Distributeur de billets à Strasbourg
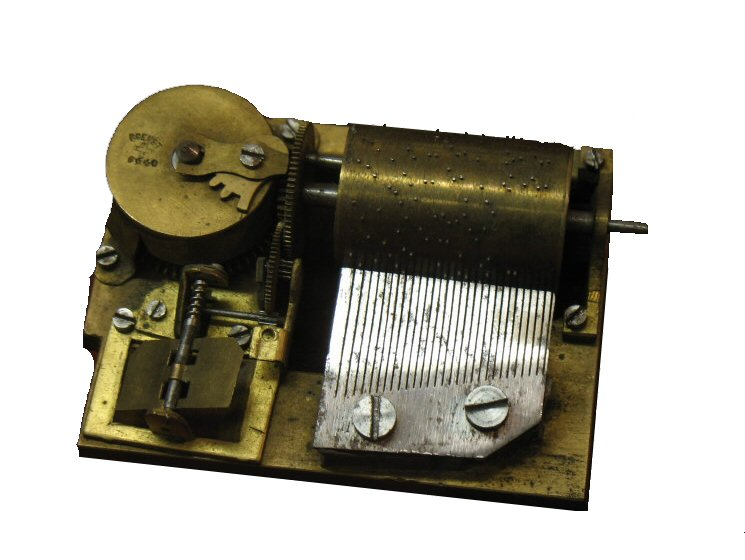
Mécanisme de boîte à musique
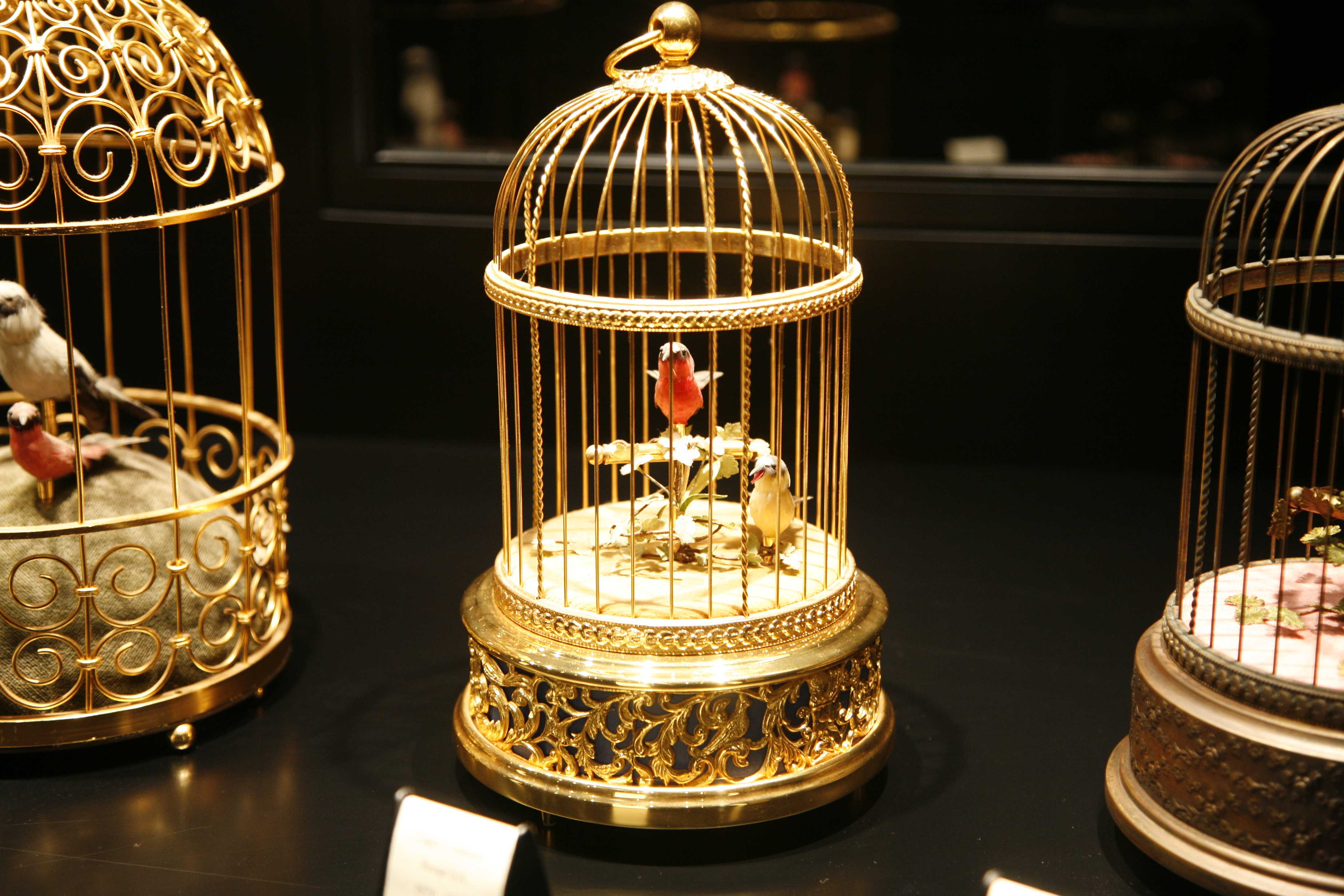
Cage à oiseau chanteur